# Cogumelos panados

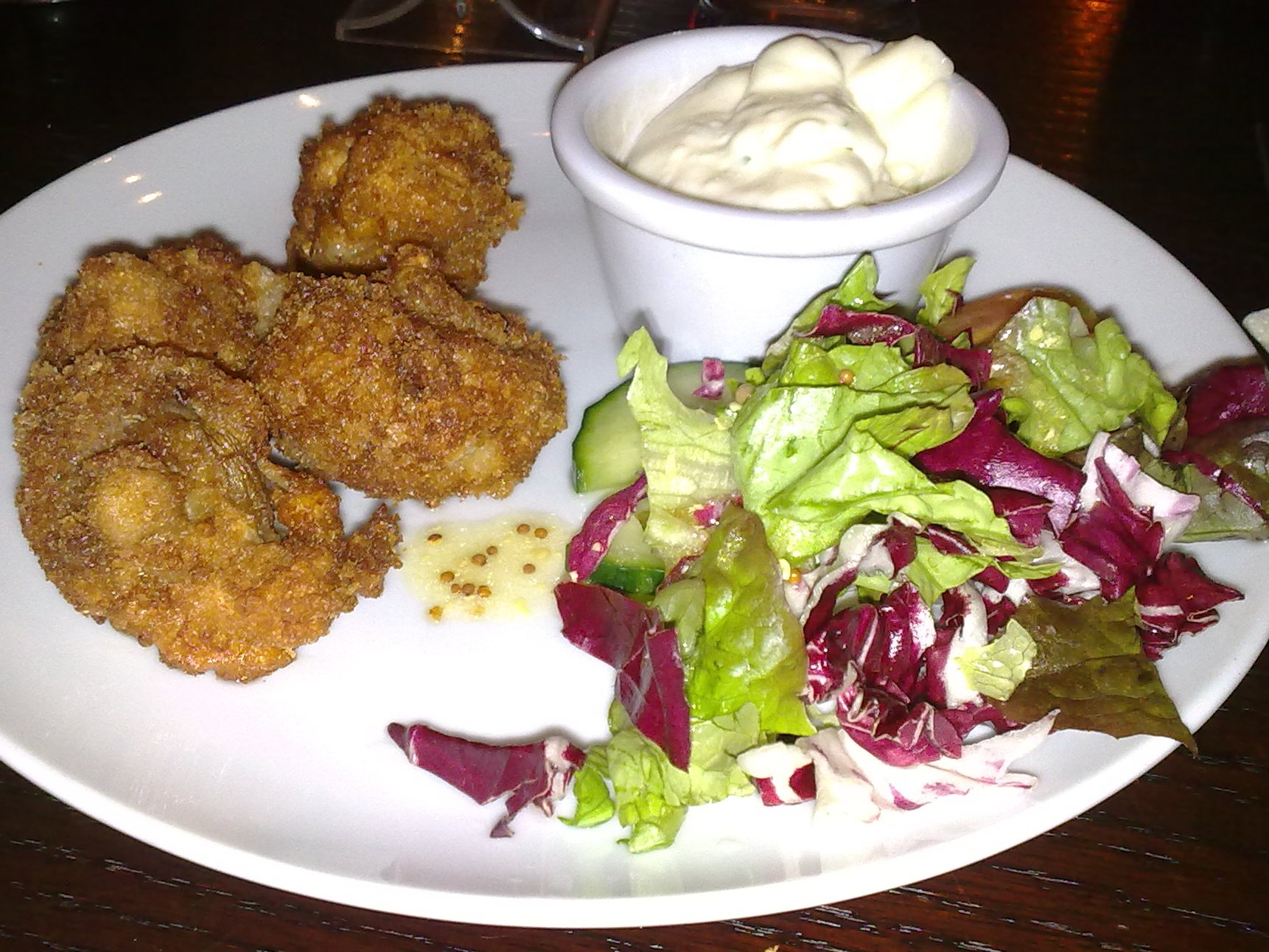
Cogumelos panados na Irlanda do Norte.

Cogumelos panados (em inglês, breaded mushrooms,  ou também deep fried breaded mushrooms) são uma iguaria das culinárias da Irlanda do Norte e da Irlanda.
A sua preparação consiste em panar cogumelos, ou, mais concretamente, no caso deste prato, em envolvê-los em pão ralado, ovo e farinha, entre outros ingredientes possíveis, tais como pimenta e alho em pó, antes de os fritar.
Após a fritura, são frequentemente servidos acompanhados de um molho, tal como a maionese de alho, e de salada.
São normalmente consumidos como uma entrada.
Em Portugal, é possível encontrá-los em estabelecimentos de inspiração irlandesa.